# Burkina Faso tại Thế vận hội
Burkina Faso tham gia liên tục các kỳ Thế vận hội Mùa hè kể từ năm 1988. Nước này cũng gửi vận động viên (VĐV) tới thi đấu tại Thế vận hội Mùa hè 1972 dưới tên cũ là Thượng Volta. Đã tham gia 8 kỳ Thế vận hội Mùa hè, Burkina Faso vẫn chưa giành được huy chương. Quốc gia Tây Phi này cũng chưa có VĐV nào từng tham gia Thế vận hội Mùa đông.

## Bảng huy chương

### Huy chương tại các kỳ Thế vận hội Mùa hè
| Thế vận hội         | Số VĐV        | Vàng          | Bạc           | Đồng          | Tổng số       | Xếp thứ       |
| 1896–1968           | không tham dự | không tham dự | không tham dự | không tham dự | không tham dự | không tham dự |
| München 1972        | 1             | 0             | 0             | 0             | 0             | –             |
| Montréal 1976       | không tham dự |               |               |               |               |               |
| Moskva 1980         | không tham dự |               |               |               |               |               |
| Los Angeles 1984    | không tham dự |               |               |               |               |               |
| Seoul 1988          | 6             | 0             | 0             | 0             | 0             | –             |
| Barcelona 1992      | 4             | 0             | 0             | 0             | 0             | –             |
| Atlanta 1996        | 5             | 0             | 0             | 0             | 0             | –             |
| Sydney 2000         | 4             | 0             | 0             | 0             | 0             | –             |
| Athens 2004         | 5             | 0             | 0             | 0             | 0             | –             |
| Bắc Kinh 2008       | 6             | 0             | 0             | 0             | 0             | –             |
| Luân Đôn 2012       | 5             | 0             | 0             | 0             | 0             | –             |
| Rio de Janeiro 2016 | 5             | 0             | 0             | 0             | 0             | –             |
| Tokyo 2020          | chưa diễn ra  |               |               |               |               |               |
| Tổng số             | Tổng số       | 0             | 0             | 0             | 0             | –             |